# Karsoun
Karsoun (Карсу́н, dans le passé Korsoun (Корсун) et Bolchoï Korsoun (Большой Корсун)) est une commune urbaine de Russie de type bourg ouvrier située dans l'oblast d'Oulianovsk. C'est le siège du raïon (arrondissement) du même nom et de l'établissement urbain de Karsoun. Elle comptait 7 131 habitants en 2021.

## Étymologie
Son nom provient de la rivière Karsoun(ka) du tatar kar (pin) et soun (eau, petit cours d'eau).

## Géographie
Le bourg se trouve à 95 km d'Oulianovsk, sur la rive gauche de la rivière Barych à l'embouchure de la rivière Karsounka.

## Histoire
Karsoun est fondée en 1647 comme fortin sur la ligne de défense Simbirsk-Karsoun; mais perd ensuite sa signification militaire, la frontière s'étant déplacée au sud-est. Un village se forme.
En 1780, Karsoun obtient son droit de cité comme siège d'un ouïezd de la province de Simbirsk, devenue gouvernement de Simbirsk en 1796. Jusqu'au début du XXe siècle, la localité s'appelle aussi Korsoun. Karsoun perd son statut de ville en 1925, devenant simple village; mais en 1928, celui-ci est le siège du raïon (arrondissement) éponyme. Karsoun obtient le statut de commune urbaine en janvier 1943.

## Population
- 1930: 2974 habitants[4]
- 1959: 7564 habitants[5]
- 1979: 7341 habitants
- 2002: 8200 habitants
- 2010: 7748 habitants
- 2017: 7583 habitants
- 2021: 7137 habitants[6]

## Galerie

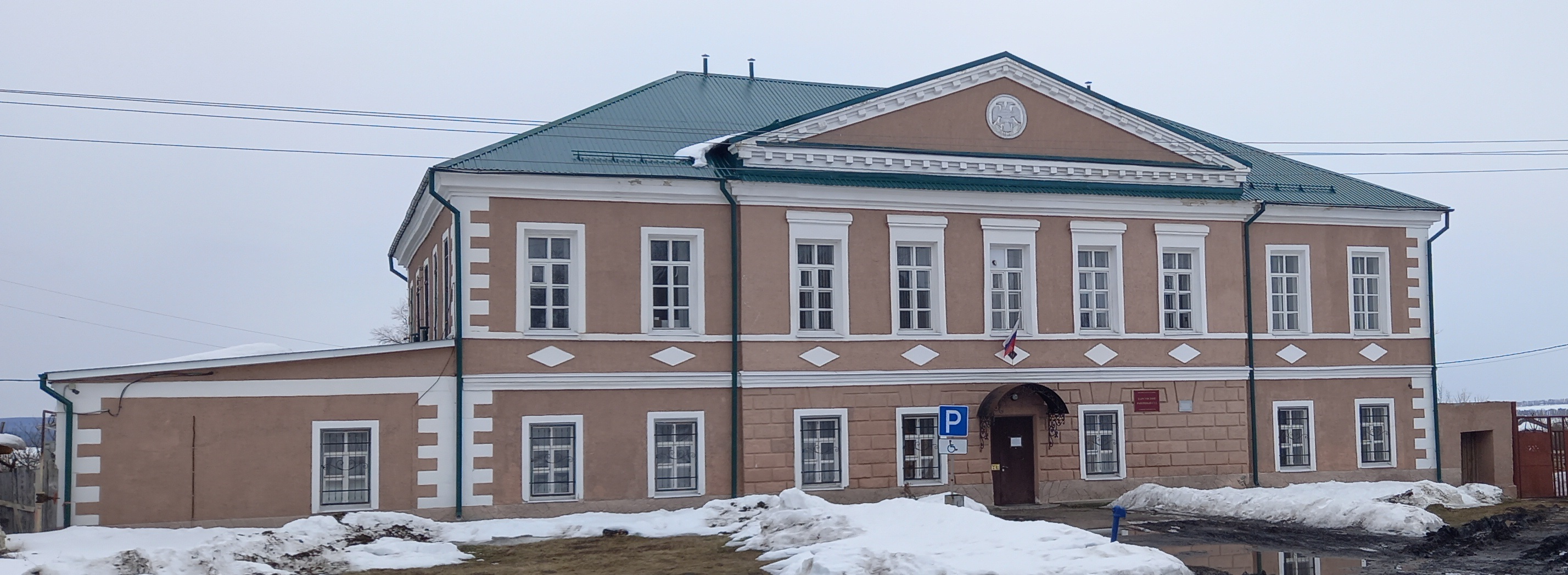
Siège de l'administration et de la magistrature.
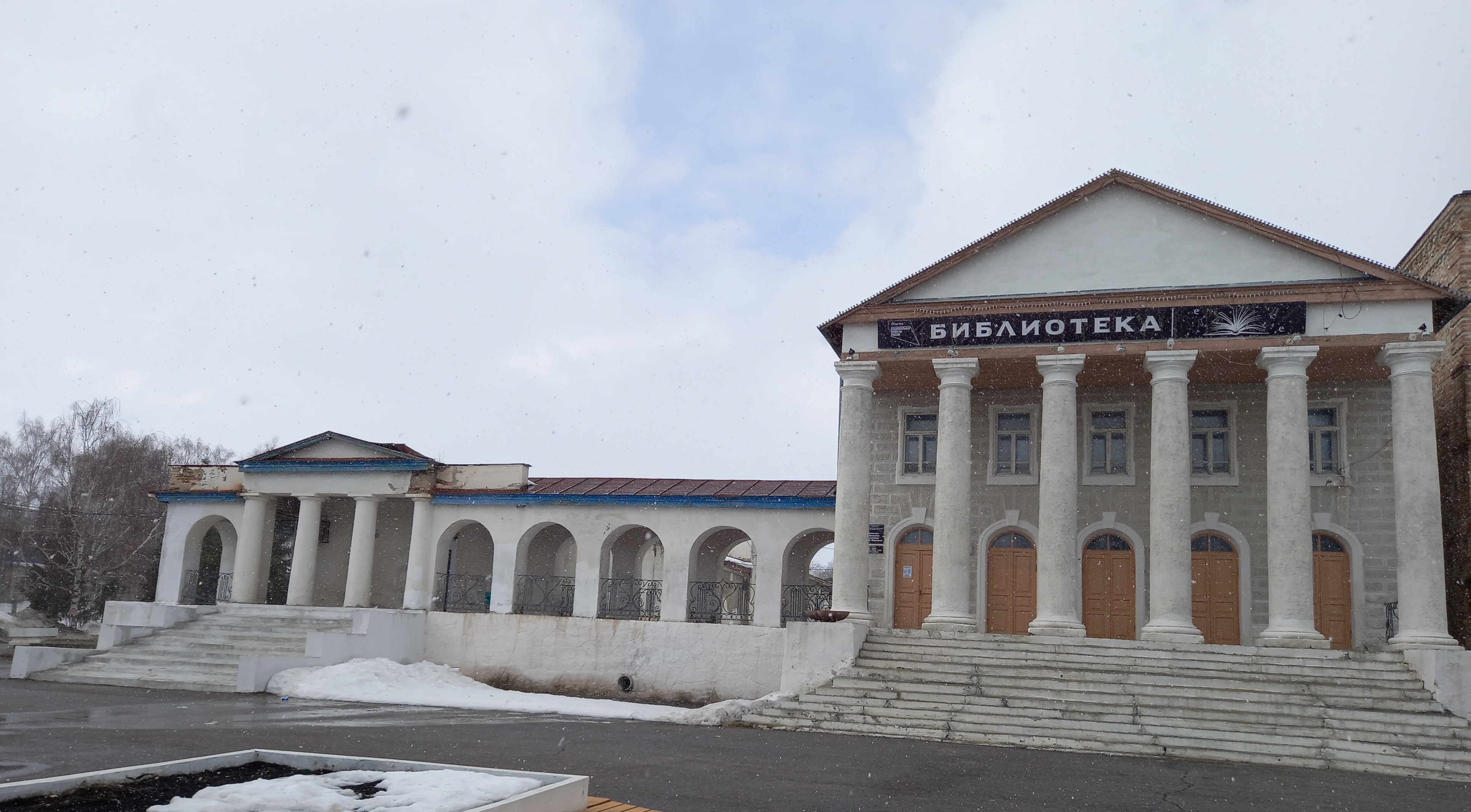
Ancienne galerie commerciale devenue bibliothèque.
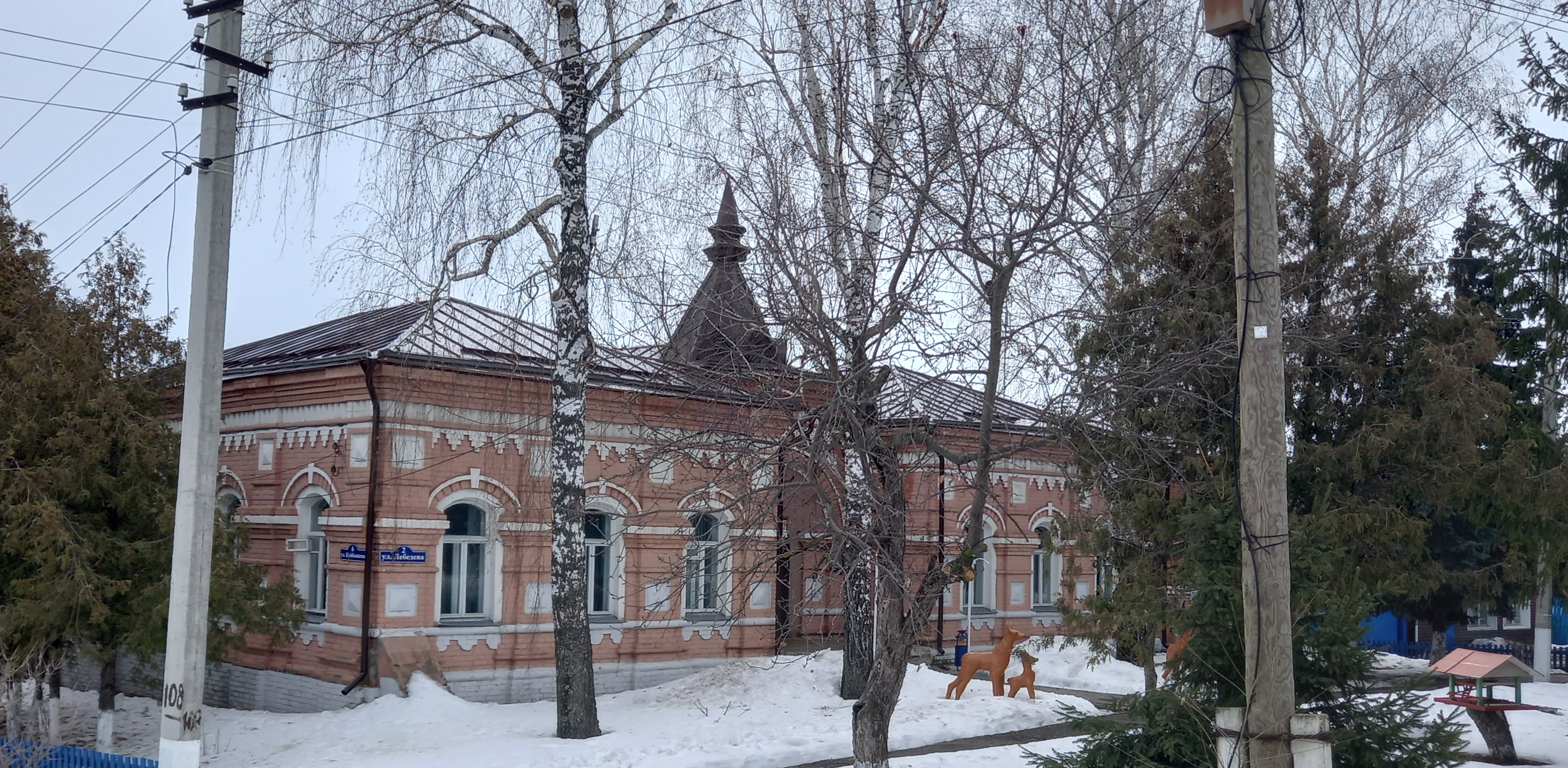
Ancien siège de la volost.
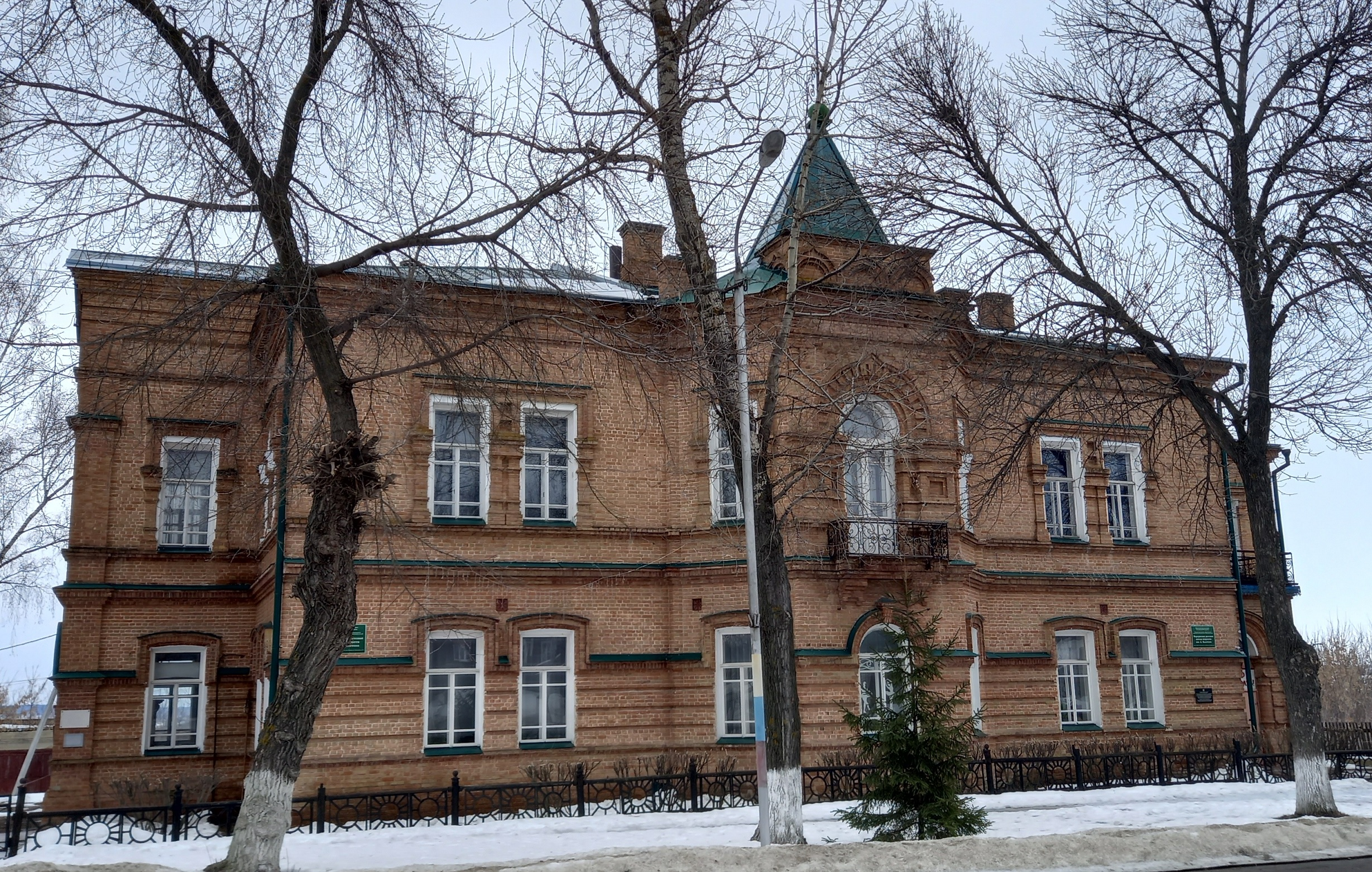
Bâtiment où fut proclamé le pouvoir soviétique.

## Infrastructures
À Karsoun, il se trouve une usine de tissage d'art, une fabrique de bonneterie, une fabrique d'huile, une boulangerie industrielle et une usine de confiserie. Il y a un collège technologique, une école professionnelle, une école de médecine, un corps des cadets du ministère de la justice, une école d'art, une maison de la culture, plusieurs bibliothèques et musées.